# Сісса
Сісса (італ. Sissa) — колишній муніципалітет в Італії, у регіоні Емілія-Романья,  провінція Парма. З 1 січня 2014 року Сісса є частиною новоствореного муніципалітету Сісса-Треказалі.
Сісса розташована на відстані близько 390 км на північний захід від Рима, 100 км на північний захід від Болоньї, 20 км на північ від Парми.
Населення — 4232 особи (2012).
Щорічний фестиваль відбувається 7 квітня. Покровитель — San Pietro.

## Демографія
Населення за роками:

Станом на 31 грудня 2010 року в муніципалітеті офіційно проживало 520 іноземців з 34 країн, серед них 113 громадян країн Євросоюзу та 20 громадян України.

## Сусідні муніципалітети
- Колорно
- Гуссола
- Мартіньяна-ді-По
- Роккаб'янка
- Сан-Секондо-Парменсе
- Торричелла-дель-Піццо
- Торриле
- Треказалі